# YTN 뉴스START
《YTN 뉴스START》는 대한민국 YTN에서 매일 새벽 4시 50분에 방송되는 YTN의 아침뉴스 프로그램이다.

## 방송 시간
- 현재 방송 시간은 2024년 5월 27일부터 기준으로 한다.

| 방송 채널 | 방송 기간                         | 방송 시간                                                                             |
| --------- | --------------------------------- | ------------------------------------------------------------------------------------- |
| YTN       | 2017년 1월 31일 ~ 2017년 2월 3일  | 평일 아침 6시 ~ 8시 (2시간)                                                           |
| YTN       | 2017년 2월 6일 ~ 2017년 4월 2일   | 매일 아침 6시 ~ 8시 (2시간)                                                           |
| YTN       | 2017년 4월 3일 ~ 2018년 11월 30일 | 평일 아침 6시 ~ 8시 (2시간) 주말 아침 6시 ~ 오전 9시 (3시간)                          |
| YTN       | 2018년 12월 1일 ~ 2019년 4월 12일 | 평일 아침 6시 ~ 8시 30분 (2시간 30분)                                                 |
| YTN       | 2019년 4월 15일 ~ 2020년 5월 29일 | 평일 아침 6시 30분 ~ 오전 9시 (2시간 30분)                                            |
| YTN       | 2020년 6월 1일 ~ 2021년 7월 9일   | 평일 새벽 5시 55분 ~ 아침 7시 50분 (1시간 55분)                                       |
| YTN       | 2021년 7월 12일 ~ 2022년 6월 5일  | 평일 새벽 5시 20분 ~ 아침 7시 30분 (2시간 10분)                                       |
| YTN       | 2022년 6월 6일 ~ 2022년 12월 31일 | 매일 새벽 4시 50분 ~ 아침 8시 (3시간 10분)                                            |
| YTN       | 2023년 1월 1일 ~ 2024년 4월 30일  | 평일 새벽 4시 50분 ~ 아침 8시 (3시간 10분) 주말 새벽 4시 50분 ~ 아침 7시 50분 (3시간) |
| YTN       | 2024년 5월 1일 ~ 현재             | 매일 새벽 4시 50분 ~ 아침 7시 50분 (3시간)                                            |

## 앵커

### 매일 1부
- 이현웅 아나운서 (남)
- 김정진 아나운서 (여)

### 매일 2, 3부
- 조태현 기자 (남)
- 조예진 아나운서 (여)

### 월요일 ~ 목요일
- 무작위

## 기상캐스터
- 신미림

## 타이틀 변천사
| 역대 | 타이틀            | 방송 기간                         |
| ---- | ----------------- | --------------------------------- |
| 1기  | 대한민국 아침뉴스 | 2017년 1월 31일 ~ 2018년 12월 2일 |
| 2기  | 굿모닝 와이티엔   | 2018년 12월 3일 ~ 2024년 4월 1일  |
| 3기  | YTN 24            | 2024년 4월 2일 ~ 2024년 4월 30일  |
| 4기  | YTN 뉴스START     | 2024년 5월 1일 ~ 현재             |

## 같이 보기
- KBS 뉴스광장 (KBS 1TV)
- KBS 아침뉴스타임 (KBS 2TV)
- MBC 뉴스투데이 (MBC TV)
- 모닝와이드 1, 2부 (SBS TV)
- 아침& (JTBC)
- 굿모닝 MBN, 굿모닝 월드, 아침 & 매일경제 (MBN)
- TV조선 뉴스퍼레이드 (TV조선)
- 김진의 돌직구쇼 (채널A)